# Ja'akov Ziv
Ja'akov Ziv (hebrejsky יעקב זיו, anglicky Jacob Ziv; 27. listopadu 1931 – 25. března 2023) byl izraelský informatik, který společně s Abrahamem Lempelem vyvinul bezztrátové kompresní algoritmy LZ77 a LZ78. Oba zmínění pak ve spolupráci s Terry Welchem vyvinuli jejich vylepšení LZW. Je nositelem několika ocenění a v letech 1996 až 2004 byl prezidentem Izraelské akademie věd a klasického vzdělávání.

## Biografie
Narodil se v Tiberiadě v britské mandátní Palestině a studoval elektroinženýrství na Technionu v Haifě, kde postupně získal tituly B.Sc., Dip. Eng. a M.Sc. (1954 a 1957). V následném doktorandském studiu pokračoval na Massachusettském technologickém institutu, kde v roce 1962 získal titul D.Sc.
V roce 1970 začal působit na své alma mater v Haifě, kde se stal profesorem. Jeho výzkum zahrnuje kompresi dat, teorii informace a statistickou komunikační teorii. V letech 1974 až 1976 byl děkanem fakulty elektroinženýrství a v letech 1978 až 1982 viceprezidentem pro akademické záležitosti. Od roku 1987 strávil tři roky v Informačním výzkumném oddělení Bellových laboratoří v Murray Hill v New Jersey.